# Islam Hassan
Islam Hassan (2 de julio de 1988) es un jugador de balonmano egipcio que juega de central en el Al Ahly. Es internacional con la selección de balonmano de Egipto.
El primer Mundial que disputó con la selección fue el Campeonato Mundial de Balonmano Masculino de 2015.

## Palmarés internacional
| Campeonato Africano  | Campeonato Africano | Campeonato Africano | Campeonato Africano |
| Año                  | Lugar               | Medalla             |                     |
| -------------------- | ------------------- | ------------------- | ------------------- |
| 2012                 | Marruecos           | Medalla de bronce   |                     |
| 2014                 | Argelia             | Medalla de bronce   |                     |
| 2016                 | Egipto              | Medalla de oro      |                     |
| 2018                 | Gabón               | Medalla de plata    |                     |
| Juegos Mediterráneos |                     |                     |                     |
| Año                  | Lugar               | Medalla             |                     |
| 2013                 | Mersin              | Medalla de oro      |                     |

## Clubes
| Club          | País   | Año         |
| ------------- | ------ | ----------- |
| Al Ahly       | Egipto | 2009 - 2013 |
| AS Téboulba   | Túnez  | 2013 - 2014 |
| Club Africain | Túnez  | 2014 - 2015 |
| Al Gharafa    | Catar  | 2015 - 2016 |
| Al Ahly       | Egipto | 2016 - Act. |